# جامعة مدينة طوكيو
جامعة مدينة طوكيو (بالإنجليزية: Tokyo City University)‏ هي جامعة، ومعهد بحوث، تأسست في 1929، في اليابان.